# Liste des villes jumelées des Pays-Bas
 (décembre 2016).
Si vous disposez d'ouvrages ou d'articles de référence ou si vous connaissez des sites web de qualité traitant du thème abordé ici, merci de compléter l'article en donnant les références utiles à sa vérifiabilité et en les liant à la section « Notes et références ».

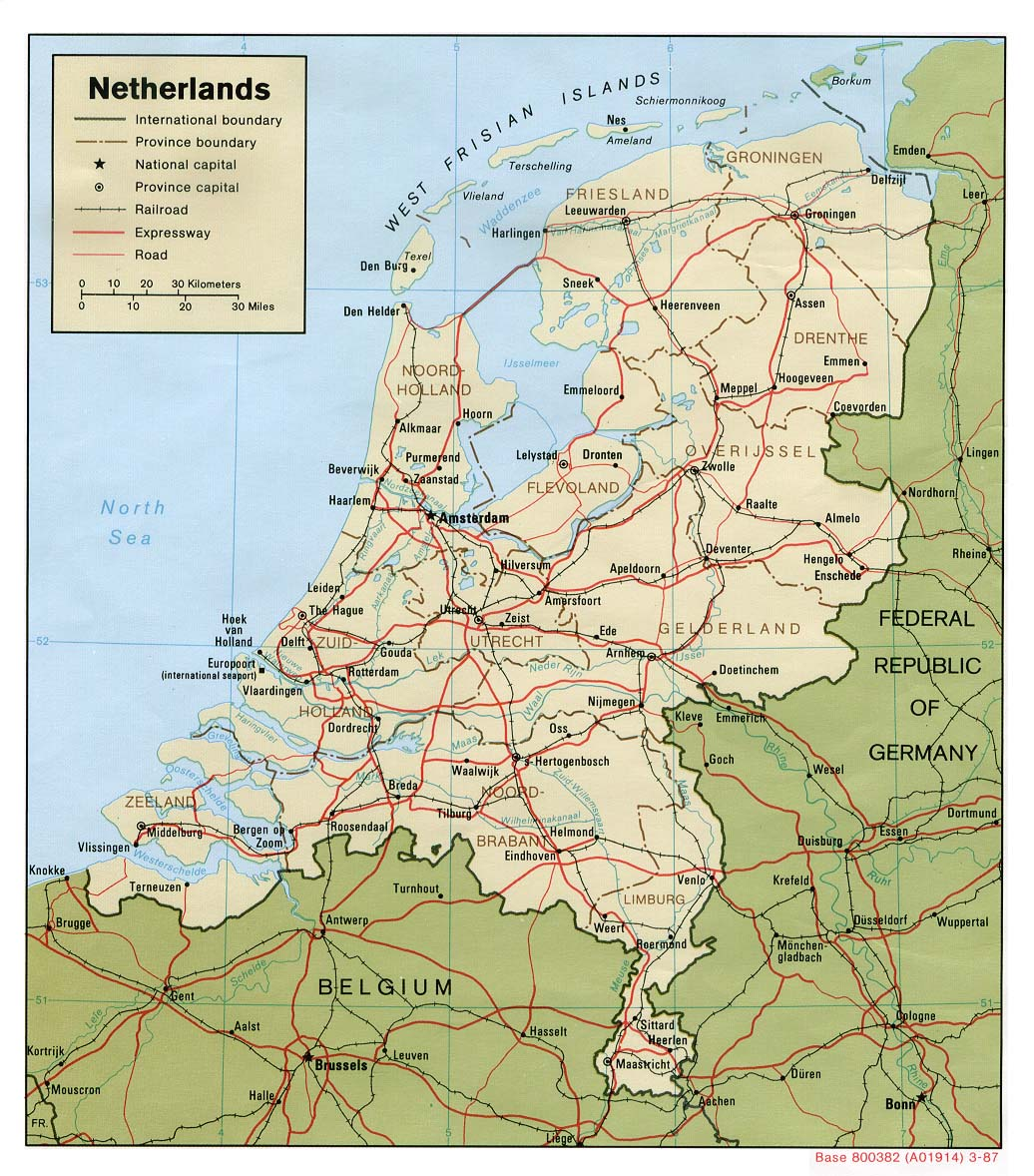
Carte des Pays-Bas.

Ceci est la liste des villes jumelées des Pays-Bas ayant des liens permanents avec des communautés locales dans d'autres pays. Dans la plupart des cas, l'association, en particulier lorsque officialisée par le gouvernement local, est connu comme « jumelage » (même si d'autres termes, tels que villes partenaires, Sister Cities, ou municipalités de l'amitié sont parfois utilisés), et alors que la plupart des endroits sont des villes, la liste comprend aussi des villages, des villes, des districts, comtés, etc., avec des liens similaires.
- Haut – A
- B
- C
- D
- E
- F
- G
- H
- I
- J
- K
- L
- M
- N
- O
- P
- Q
- R
- S
- T
- U
- V
- W
- X
- Y
- Z

## A

### Amsterdam
- Pékin, Chine[1]
- Istanbul, Turquie[2],[3]

### Assen
- Poznań, Pologne[4]

## G

### Groningue
- Graz, Autriche[5]

## H

### Haaren
L'ancienne municipalité de Esch est, avec la commune française de Cissé et la commune Luxembourgeoise de Troisvierges, un des membres fondateurs de la Charte des communautés rurales européennes (Charter of European Rural Communities). Ce réseau, qui grossit en fonction de l'élargissement de l'Union européenne, a été fondée en 1989.
| - Lassee, Autriche - Bièvre, Belgique (Wallonie) - Maglizh, Bulgarie - Lefkara, Chypre - Starý Poddvorov, République tchèque - Næstved/Holmegaard, Danemark - Põlva, Estonie - Kannus, Finlande - Cissé, France | - Hepstedt, Allemagne - Kolindros, Grèce - Nagycenk, Hongrie - Cashel, Irlande - Bucine, Italie - Kandava, Lettonie - Žagarė, Lituanie - Troisvierges, Luxembourg - Nadur, Malte | - Esch/Haaren, Pays-Bas - Strzyżów, Pologne - Samuel, Portugal - Ibănești (Mureș), Roumanie - Medzev, Slovaquie - Moravče, Slovénie - Bienvenida, Espagne - Ockelbo, Suède - Desborough, Royaume-Uni |

### La Haye
- Bethléem, Palestine[7]

## M

### Meerssen
Meerssen est un membre fondateur du Douzelage, une association de jumelage de 27 villes à travers l'Union européenne. Ce jumelage actif a commencé en 1991 et il y a des événements réguliers, comme un marché de produits de chacun des autres pays et des festivals,.
| - Altea, Espagne - Bad Kötzting, Allemagne - Bellagio, Italie - Bundoran, Irlande - Chojna, Pologne - Granville, France - Holstebro, Danemark - Houffalize, Belgique - Judenburg, Autriche | - Karkkila, Finlande - Kőszeg, Hongrie - Marsaskala, Malte - Niederanven, Luxembourg - Oxelösund, Suède - Prienai, Lituanie - Preveza, Grèce - Sesimbra, Portugal | - Sherborne, Angleterre, Royaume-Uni - Sigulda, Lettonie - Sušice, République tchèque - Türi, Estonie - Zvolen, Slovaquie - Siret - Agros - Škofja Loka - Tryavna |

## O

### Opsterland
- Ra'anana, Israël (1963)[10]

## R

### Rotterdam
| - Lille, France (1958) - Turin, Italie (1958) | - Gdańsk, Pologne (1977) - La Havane, Cuba 1983 | - Saint-Pétersbourg, Russie (1984) - Baltimore (Maryland), États-Unis (1985) - Istanbul, Turquie (2005), |

Villes partenaires :
- Hull, Royaume-Uni (1936)[18]
- Oslo, Norvège (1945)[19]
- Budapest, Hongrie (1991)[20]
- Bratislava, Slovaquie (1991)[21]
- Durban, Afrique du Sud (1991)[22]
- Prague, République tchèque (1991)[23]

## U

### Utrecht
- Brno, République tchèque[24]

## Sources
- (en) Cet article est partiellement ou en totalité issu de l’article de Wikipédia en anglais intitulé « List of twin towns and sister cities in The Netherlands » (voir la liste des auteurs).